# 天使のキス (漫画)
『天使のキス』（てんしのキス）は、芦原妃名子による日本の漫画作品。
『別冊少女コミック』（小学館）にて1997年6月号から1998年9月号まで連載されていた。また、番外編『kiss+α』が『デラックス別冊少女コミック』（同）1998年12月5日号に掲載された。

## あらすじ
バレエのコンクール本番で怪我をして以来、恐怖で踊れなくなってしまった彩。
ある日、男性だけのバレエ団「COOL」の公演を見た彩は、再び踊りたい衝動に駆られ、抜きん出て上手な日比谷アキラに「入団させてほしい」と迫る。が、『全国コンクールで1位を取ること』を条件に出され……。

## 登場人物
藤井 彩（ふじい あや）
バレエが大好きな高校生。COOLへの入団を希望する。
日比谷 アキラ（ひびや アキラ）
COOLの団長。イギリスに留学していた。
高梨 哲也（たかなし てつや）
彩と同じ高校の生徒。医者の一人息子で、「卒業まで全教科95点以上取り続け、出来なければバレエを辞める」という条件を親に出され、COOLへ入団。
吉野 文佳（よしの ふみか）
小さい頃から、彩と同じバレエスクールで習ってきた。彩のライバル。
ディアナ=ロバーツ
世界コンクールで優勝した注目の新人。足を傷め、最後の舞台に賭けている。